# Don't Fear the Roofer
Don't Fear the Roofer, llamado No temas al techador en España y Ray el contratista en Hispanoamérica, es un episodio perteneciente a la decimosexta temporada de la serie animada Los Simpson, emitido originalmente el 1 de mayo de 2005. El episodio fue escrito por Kevin Curran y dirigido por Mark Kirkland. Stephen Hawking y Ray Romano son las estrellas invitadas. En este episodio, Homer se hace amigo de un contratista, el cual no es visto por los demás, por lo que Homer es tomado como loco.

## Sinopsis
Todo comienza cuando una tormenta muy fuerte azota Springfield, y Marge le pide a Homer que arregle su techo, el cual estaba muy dañado. Homer, sin embargo, casi destruye la casa en el intento y, luego de ser regañado por su familia, se va a la taberna de Moe. 
Cuando llega a la taberna, encuentra una fiesta sorpresa para Lenny. Sin embargo, accidentalmente arruina la sorpresa y después se sienta sobre el pastel (hecho de la forma del taburete preferido de Lenny) y es echado de allí. 
Homer se enoja, pensando que nadie lo escucha a él ni a sus opiniones. Luego dice que todos se arrepentirán cuando cree la gaseosa de mejor sabor del mundo, y no la comparta con nadie. Más tarde, ve un bar situado en la Ruta 98. El camarero está demasiado ocupado para hablar con él, pero conoce a un hombre simpático, llamado Ray Magini. Ray le ofrece compartir sus nachos y su cerveza con él. Ray se vuelve un gran amigo de Homer, lo escucha, y luego él descubre que Ray es un contratista. Homer le pide que lo ayude a reparar su techo, y Ray accede. 
Al día siguiente, Homer le asegura a Marge que su nuevo amigo se haría cargo del techo. Cuando ella y los niños se van, aparece Ray. Los dos suben al techo y usan máquinas para asegurar las tejas al techo, pero luego empiezan a dispararse clavos, algunos de los cuales golpean contra la podadora de Ned Flanders. Ray, más tarde, se va, y Homer corre sobre el techo y rompe la pequeña parte que habían arreglado, cayendo en una pila de ropa de Marge. 
Cuando Marge vuelve a su casa, se sorprende al ver el agujero del techo más grande que antes. Le dice a Homer que compre los materiales y que arregle el techo él mismo. Homer dice que a Ray no le gustaría, pero Marge le asegura que él no está casado con Ray. Homer responde: "Si lo estuviese, tendría hijos más altos". 
Al día siguiente, Bart y Homer van a una tienda para comprar artículos de reparación, y Homer ve a Ray. Ray se disculpa por no haber terminado el trabajo y le promete que pronto volvería a terminar el techo. En su casa, Homer se sienta en el techo esperando a Ray, luego de pintar dos caras en las paredes de su casa: una de Ray, y otra de Marge con cara furiosa. Finalmente, tarde por la noche, Marge le dice que Ray no es real, sino un producto de su imaginación. Homer se niega a creerlo.
Marge, entonces, lo lleva a un sanatorio mental, en donde el Dr. Hibbert le dice a Homer que Ray no existe; había sido creado por su mente, ya que se sentía solo y poco apreciado. Toda la gente que podría haber visto a Ray charlando con Homer no lo había hecho: Bart, Flanders y el camarero del bar. Lisa revela que "Ray Magini" es un anagrama de "imaginary" (Imaginario en inglés). Hibbert le da a Homer terapia de choques eléctricos por varias semanas, hasta que finalmente acepta que Ray no existe.
Sin embargo, cuando está por salir del hospital, Homer ve a Ray en la habitación, pero esta vez todos pueden verlo. Realmente había existido todo el tiempo: el camarero del bar no lo había visto porque tenía un ojo tapado por un parche, y Flanders tampoco, ya que Ray estaba en el techo y lo ocultaba la chimenea. Bart, sin embargo, seguía sin creer porque había visto a Homer hablando con el aire, pero Stephen Hawking dice que Bart no había visto a Ray en la tienda porque un agujero negro en miniatura se había puesto entre Bart y el contratista, impidiéndole ver nada. 
Marge, entonces, le pregunta a Ray por qué había comenzado a reparar el tejado y luego había desaparecido. Ray dice que él es un contratista; todos ríen, y Marge dice que es cierto, todos son unos pillos. 
Hibbert se disculpa con Homer y, cuando se está yendo, él lo detiene. Homer, entonces, le dice que está harto que nadie lo escuche, se burlen de él y piensen que está loco. Así que, en venganza, Homer obliga al médico a reparar su techo sin ningún descanso, mientras él y Ray descansan.